# 양현기
양현기(1966년 11월 20일 ~)는 MBC 청룡에서 뛰었던 전 야구 선수다. 등번호는 2번을 달았으며, 1988년 12경기 19타수 4안타를 기록했다. 시즌 종료 후 자유 계약 선수로 공시되어 은퇴했다.

## 출신 학교
- 광주동성고등학교
- 단국대학교

## 같이 보기
- MBC 청룡 연도별 선수 명단